# Kerlingarfjörður
Kerlingarfjörður (in lingua islandese: Fiordo della vecchia) è un fiordo situato nel settore nordoccidentale dell'Islanda.

## Descrizione
Kerlingarfjörður è uno dei fiordi della regione dei Vestfirðir. È una diramazione situata sulla sponda settentrionale del vasto Breiðafjörður. Il fiordo è largo meno di 3 km e penetra per circa 7 km nell'entroterra.
Dal fiordo si diparte una stretta diramazione laterale chiamata Mjóifjörður (fiordo stretto).
Il Kerlingarfjörður è delimitato a ovest dalla penisola di Litlanes, che lo separa dal fiordo Kjálkafjörður. Sul lato orientale si trova la penisola di Skálmarnes.

## Vie di comunicazione
La strada S60 Vestfjarðavegur corre sulla sponda occidentale del fiordo passando attorno al promontorio di Litlanes.